# روحامة
الروحامة أو سيفيزيوم  (الاسم العلمي: Sesuvium)، جنس نباتات مزهرة من فصيلة الديمومية. تُعرف أنواعه الثمانية باسم قطفيات البحر.